# Marquesado de Pozoblanco
El marquesado del Pozoblanco es un título nobiliario español creado por el rey Carlos II en 1697 a favor de Francisco Manuel de Velasco y Estrada, caballero de la orden de Santiago del Consejo de su Majestad en el supremo de Guerra y Marina e Ingeniero General de España. 
Al extinguirse la línea principal, el marquesado pasó a doña Joaquina de Varó y Poblaciones que contrajo matrimonio con el Marqués del Salar, Fernando Pérez del Pulgar y Velázquez, quedando el título en la casa marquesal del Salar.

## Lista de titulares
|                        | Titular                                               | Periodo                |
| Creación por Carlos II | Creación por Carlos II                                | Creación por Carlos II |
| ---------------------- | ----------------------------------------------------- | ---------------------- |
| I                      | Francisco Manuel de Velasco y Estrada                 | 1697-1746              |
| II                     | Juan Manuel de Velasco y Pimienta                     |                        |
| III                    | Andrés de Varó y Núñez del Prado                      |                        |
| IV                     | Joaquina de Varó y Poblaciones                        |                        |
| V                      | Fernando Pérez del Pulgar y Varo                      |                        |
| VI                     | Fernando Pérez del Pulgar y Ruiz de Molina            | 1849-1856              |
| VII                    | Fernando Pérez del Pulgar y Fernández de Córdoba      | 1857-1895              |
| VIII                   | Lorenza Pérez del Pulgar y Fernández de Villavicencio | 1897-                  |
| IX                     | Juan Maroto y Pérez del Pulgar                        | 1923-1939              |
| X                      | Agustina Maroto von Nagel-Ittlingen                   | 1990                   |
| XII                    | Juan Martínez de las Rivas y Maroto                   | 1990-2016              |
| XIII                   | Juan Martínez de las Rivas y Palomar                  | 2016-presente          |

## Marqueses de Pozoblanco
- Francisco Manuel de Velasco y Estrada (1681-1746)

- Juan Manuel de Velasco y Pimienta

- Andrés de Varó y Núñez del Prado

1. Casó con Leonor de Poblaciones y Jimena

- Joaquina de Varo y Poblaciones (1759-1807)

1. Caso con Fernando Pérez del Pulgar y Velásquez, IV marqués del Salar

- Fernando Pérez del Pulgar y Varo, V marqués del Salar (1777-1829)

1. Casó con María de la Soledad Ruiz de Molina y Cañaveral, IV condesa de Clavijo

- Fernando XI Pérez del Pulgar y Ruiz de Molina, VI marqués del Salar, V conde de Clavijo (1800-1856)

1. Casó con María del Carmen Rafaela Fernández de Córdoba y Rojas, hija de los condes de Luque

- Fernando XII Pérez del Pulgar y Fernández de Córdoba, VII marqués del Salar (1833-1895)

1. Casó con Lorenza Fernández de Villavicencio y Corral, VIII condesa de Belmonte de Tajo

- Lorenza Pérez del Pulgar y Fernández de Villavicencio, VIII condesa de Belmonte de Tajo

1. Casó con Juan Maroto y Polo, I marqués de Santo Domingo

- Juan Maroto y Pérez del Pulgar (Madrid, 1898-1939), capitán de Complemento de Caballería y gentilhombre de cámara.

1. Casó en 1925 con la germano-peruana baronesa Agustina von Nagel-Ittlingen y Canevaro

- Agustina Maroto von Nagel-Ittlingen, XI marquesa del Salar, III marquesa de Santo Domingo, XII condesa de Belmonte de Tajo, XI condesa de Clavijo, X condesa de Maseguilla (n. 1928-)

1. Casó con Francisco Martínez de las Rivas y Ewart

- Juan Martínez de las Rivas y Maroto, XIII marqués del Salar, XIII conde de Belmonte de Tajo, XII conde de Clavijo (Buenos Aires, 1957)

1. Casado con Mónica Palomar Stasny.

- Juan Martínez de las Rivas y Palomar, marqués de Pozoblanco desde 2016.